# Ferdinando Maria Pignatelli
Ferdinando Maria Pignatelli (Napoli, 9 giugno 1770 – Palermo, 10 maggio 1853) è stato un cardinale e arcivescovo cattolico italiano.

## Biografia

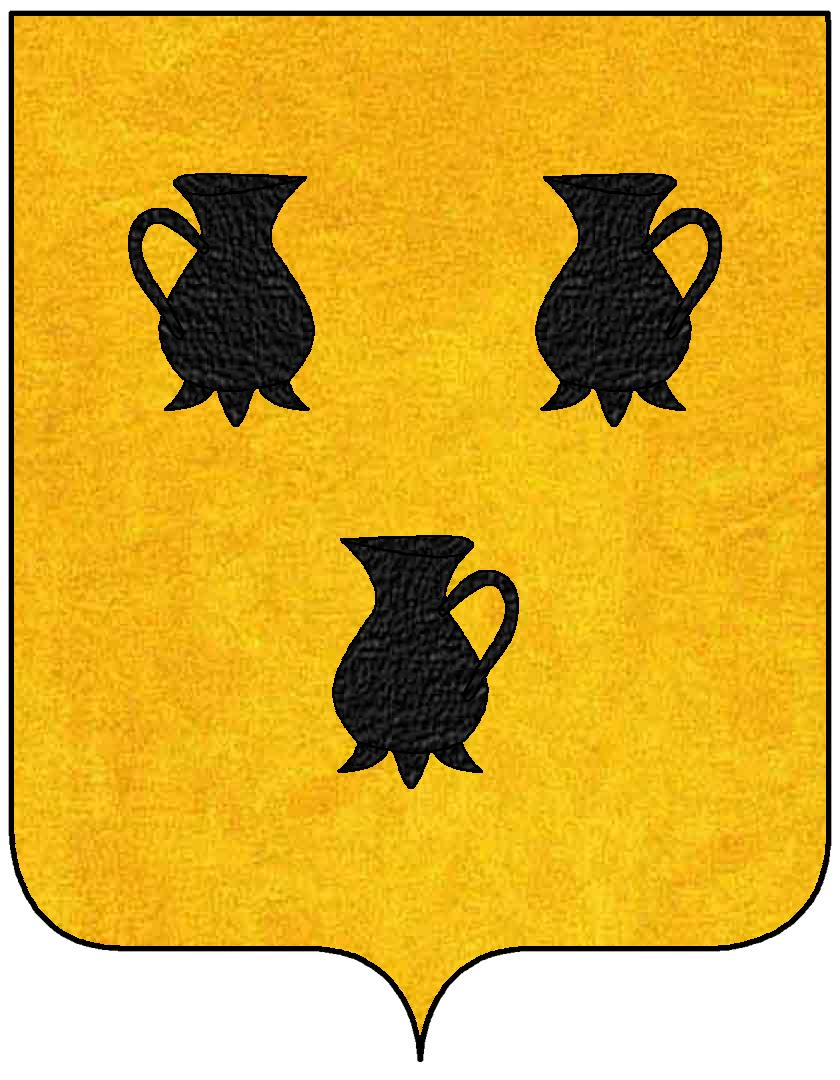
Stemma Pignatelli

Nacque a Napoli il 9 giugno 1770 dal principe Giovanni della famiglia dei Monteroduni, che già aveva dato alla Chiesa un papa (Innocenzo XII) e tre cardinali (Francesco Pignatelli, Francesco Maria Pignatelli e Domenico Pignatelli di Belmonte).
Entrato nella Congregazione dei Chierici Regolari Teatini, il 25 maggio 1793 venne ordinato sacerdote. Lettore di filosofia e teologia nelle case di studio della sua congregazione, divenne superiore generale del suo ordine nel 1824, dando le dimissioni il 5 febbraio 1836. Esaminatore presinodale del clero di Napoli, divenne consultore della Sacra Congregazione di Propaganda Fide. Il 15 febbraio 1839 gli venne garantito con breve apostolico il dottorato in teologia.
Eletto arcivescovo di Palermo il 21 febbraio 1839, venne consacrato il 1º aprile successivo per mano del cardinale Emmanuele De Gregorio.
Papa Gregorio XVI lo elevò al rango di cardinale nel concistoro dell'8 luglio 1839; ricevette il berretto cardinalizio con il titolo di Santa Maria della Vittoria.
Si impegnò per migliorare lo stato del Seminario Arcivescovile e Greco Albanese, dell'Ospedale dei Sacerdoti e della Cattedrale di Palermo a cui donò numerose suppellettili.
Morì il 10 maggio 1853 all'età di 82 anni. La sua salma venne esposta e poi sepolta nella cattedrale di Palermo.

## Genealogia episcopale e successione apostolica
La genealogia episcopale è:
- Cardinale Scipione Rebiba
- Cardinale Giulio Antonio Santori
- Cardinale Girolamo Bernerio, O.P.
- Arcivescovo Galeazzo Sanvitale
- Cardinale Ludovico Ludovisi
- Cardinale Luigi Caetani
- Cardinale Ulderico Carpegna
- Cardinale Paluzzo Paluzzi Altieri degli Albertoni
- Papa Benedetto XIII
- Papa Benedetto XIV
- Papa Clemente XIII
- Cardinale Marcantonio Colonna
- Cardinale Giacinto Sigismondo Gerdil, B.
- Cardinale Giulio Maria della Somaglia
- Cardinale Emmanuele De Gregorio
- Cardinale Ferdinando Maria Pignatelli, C.R.

La successione apostolica è:
- Arcivescovo Domenico Maria Cilluffo e Costa (1842)
- Vescovo Angelo Filipponi (1842)
- Arcivescovo Pier Francesco Brunaccini, O.S.B. (1844)

## Ascendenza
|                                                                            |   |                          | Genitori                               |  |  | Nonni |  |  | Bisnonni                                    |  |  | Trisnonni                                  |  |
|                                                                            |   |                          |                                        |  |  |       |  |  | Giovanni Pignatelli, signore di Monteroduni |  |  | Luigi Pignatelli, I marchese di Casalnuovo |  |
|                                                                            |   |                          |                                        |  |  |       |  |  | Giovanni Pignatelli, signore di Monteroduni |  |  | Luigi Pignatelli, I marchese di Casalnuovo |  |
|                                                                            |   | Isabella Giovanna Barile |                                        |  |  |       |  |  | Giovanni Pignatelli, signore di Monteroduni |  |  |                                            |  |
| Luigi Pignatelli, I principe di Monteroduni                                |   |                          |                                        |  |  |       |  |  | Giovanni Pignatelli, signore di Monteroduni |  |  |                                            |  |
|                                                                            |   | Ippolita di Somma        | Fabrizio di Somma, patrizio napoletano |  |  |       |  |  |                                             |  |  |                                            |  |
|                                                                            |   | Ippolita di Somma        | Fabrizio di Somma, patrizio napoletano |  |  |       |  |  |                                             |  |  |                                            |  |
|                                                                            |   | Ippolita di Somma        | Silvia Caracciolo                      |  |  |       |  |  |                                             |  |  |                                            |  |
| Giovanni Pignatelli, II principe di Monteroduni                            |   | Ippolita di Somma        |                                        |  |  |       |  |  |                                             |  |  |                                            |  |
|                                                                            |   | …                        | …                                      |  |  |       |  |  |                                             |  |  |                                            |  |
|                                                                            |   | …                        | …                                      |  |  |       |  |  |                                             |  |  |                                            |  |
|                                                                            |   | …                        | …                                      |  |  |       |  |  |                                             |  |  |                                            |  |
| Anna Maria Sanchez de Sotomayor Iveglia Ohmuchievich, duchessa di Castoria |   | …                        |                                        |  |  |       |  |  |                                             |  |  |                                            |  |
|                                                                            |   | …                        | …                                      |  |  |       |  |  |                                             |  |  |                                            |  |
|                                                                            |   | …                        | …                                      |  |  |       |  |  |                                             |  |  |                                            |  |
|                                                                            |   | …                        | …                                      |  |  |       |  |  |                                             |  |  |                                            |  |
| Ferdinando Maria Pignatelli                                                |   | …                        |                                        |  |  |       |  |  |                                             |  |  |                                            |  |
|                                                                            | … | …                        |                                        |  |  |       |  |  |                                             |  |  |                                            |  |
|                                                                            | … | …                        |                                        |  |  |       |  |  |                                             |  |  |                                            |  |
|                                                                            | … | …                        |                                        |  |  |       |  |  |                                             |  |  |                                            |  |
| …                                                                          | … |                          |                                        |  |  |       |  |  |                                             |  |  |                                            |  |
|                                                                            |   | …                        | …                                      |  |  |       |  |  |                                             |  |  |                                            |  |
|                                                                            |   | …                        | …                                      |  |  |       |  |  |                                             |  |  |                                            |  |
|                                                                            |   | …                        | …                                      |  |  |       |  |  |                                             |  |  |                                            |  |
| Lucrezia Mormile di Carinari                                               |   | …                        |                                        |  |  |       |  |  |                                             |  |  |                                            |  |
|                                                                            |   | …                        | …                                      |  |  |       |  |  |                                             |  |  |                                            |  |
|                                                                            |   | …                        | …                                      |  |  |       |  |  |                                             |  |  |                                            |  |
|                                                                            |   | …                        | …                                      |  |  |       |  |  |                                             |  |  |                                            |  |
| …                                                                          |   | …                        |                                        |  |  |       |  |  |                                             |  |  |                                            |  |
|                                                                            |   | …                        | …                                      |  |  |       |  |  |                                             |  |  |                                            |  |
|                                                                            |   | …                        | …                                      |  |  |       |  |  |                                             |  |  |                                            |  |
|                                                                            |   | …                        | …                                      |  |  |       |  |  |                                             |  |  |                                            |  |
|                                                                            |   | …                        |                                        |  |  |       |  |  |                                             |  |  |                                            |  |